# أستون
أستون (بالإنجليزية: Aston) هي منطقة داخل برمنغهام، إنجلترا.